# Даметаль
Даметаль (нім. Dahmetal) — громада в Німеччині, розташована в землі Бранденбург. Входить до складу району Тельтов-Флемінг. Складова частина об'єднання громад Даме/Марк.
Площа — 41,48 км2. Населення становить 453 ос. (станом на 31 грудня 2020).

## Галерея

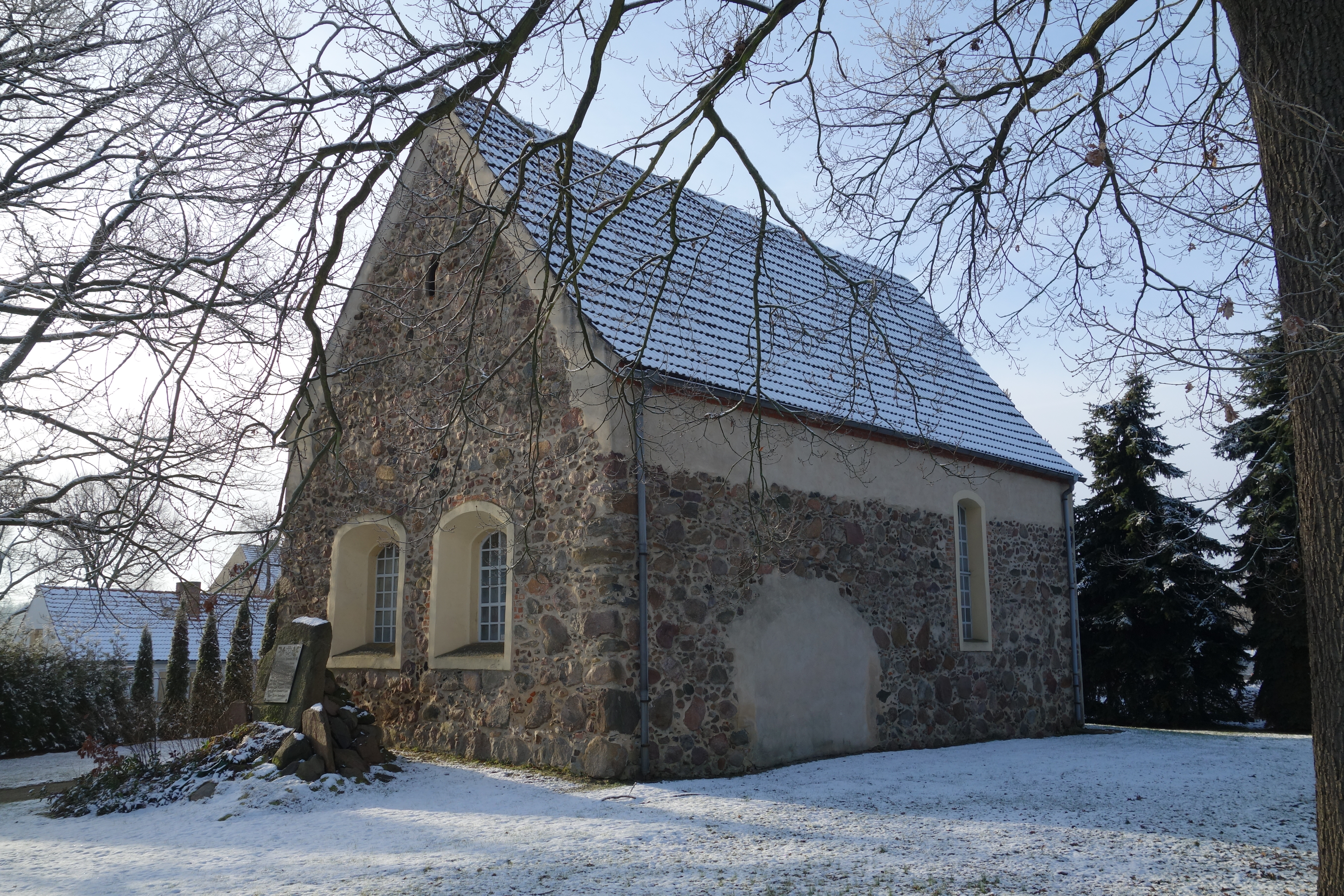
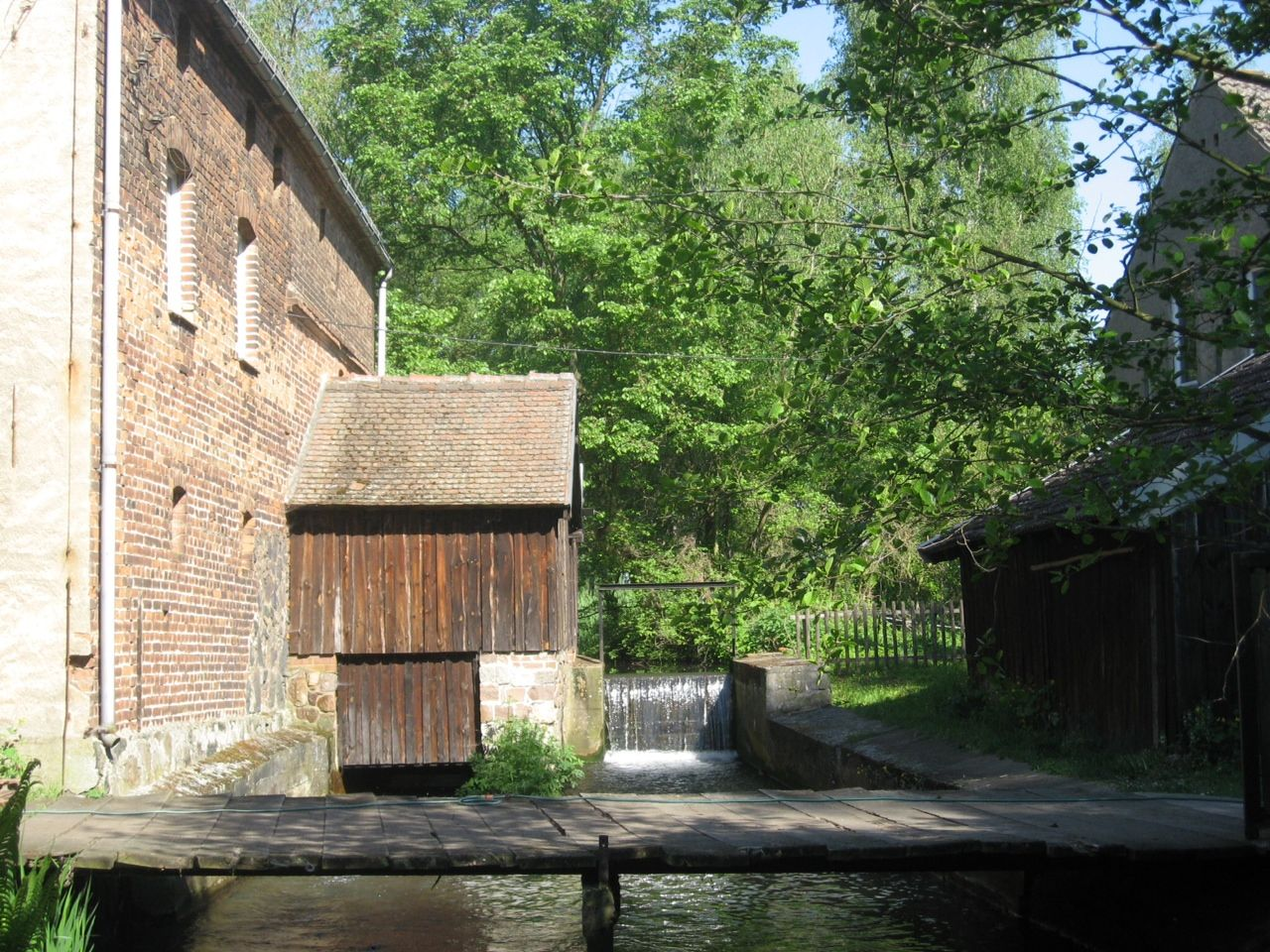